# Bündner Fachschule für Pflege Ilanz
Unter den wechselnden Namen Pflegerinnenschule Ilanz, Krankenpflegeschule Ilanz, Bündner Schwesternschule Ilanz und Bündner Fachschule für Pflege Ilanz bestand seit 1940 eine Höhere Fachschule für Pflege in Ilanz im Bündner Oberland.
Die Schule gehörte zum Kloster Ilanz (Dominikanerinnen-Kloster) und war die älteste Krankenpflegeschule im Kanton Graubünden. Im Rahmen der Zentralisierung der Berufsausbildung am Bildungszentrum Gesundheit und Soziales in Chur lief der Leistungsauftrag des Kantons Ende 2011 aus und die Schule musste geschlossen werden.

## Geschichte

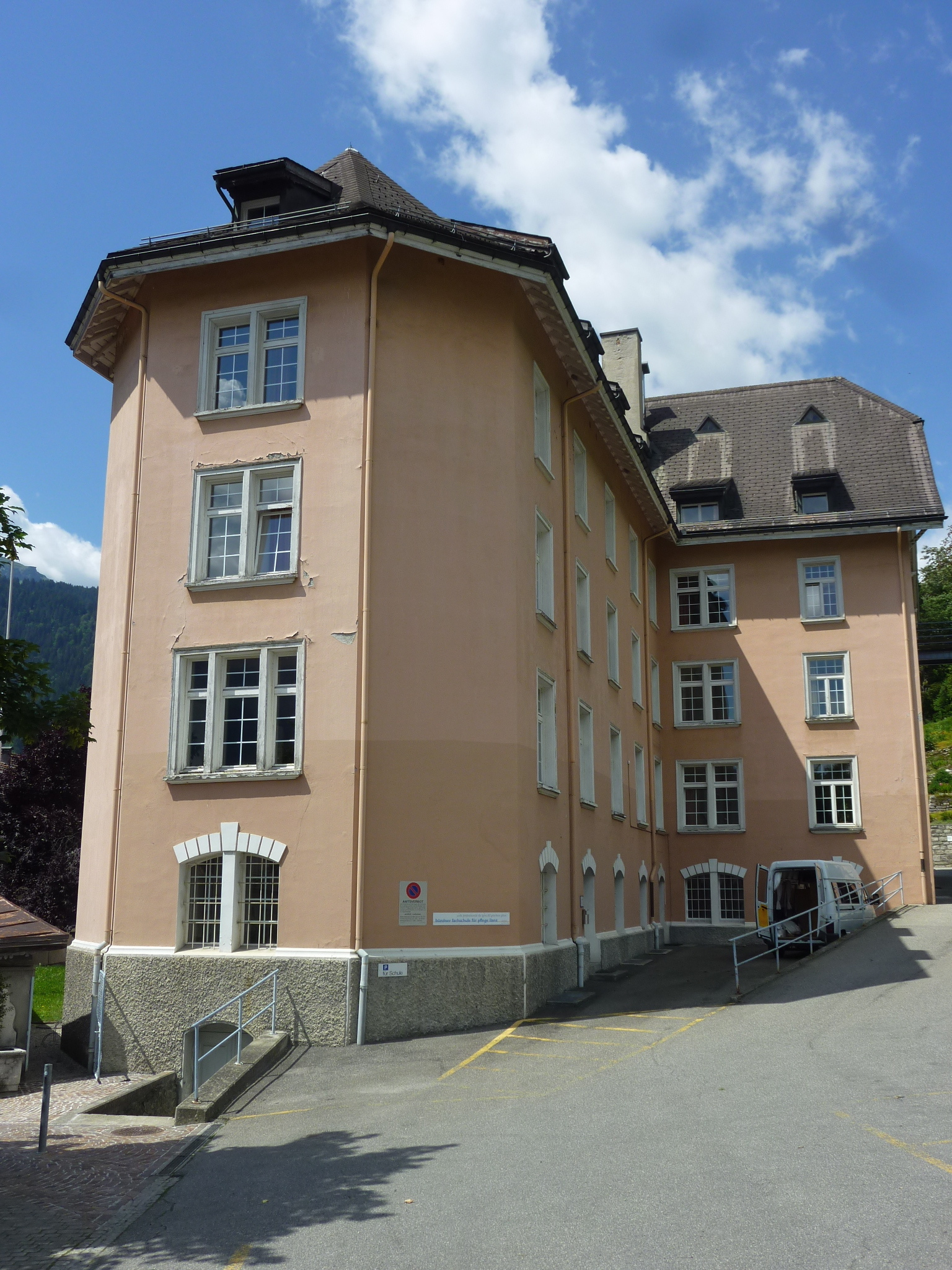
Ansicht von Osten

Schwester Pia Dominika Bayer (1895–1976) gründete die damalige Pflegerinnenschule Ilanz im Mai 1940 mit neun Schülerinnen, um dem Spital St. Niklaus Ilanz geschultes Pflegepersonal zur Verfügung stellen zu können. Schwester Pia war Primarlehrerin und leitete die Schwesterngemeinschaft des Spitals. Das Curriculum sah acht Monate Theorie bei Ärzten vor. Nach zwei Jahren Praktika kehrten die Schülerinnen nach Ilanz zurück, um nach einer Repetition die Diplomprüfungen zu schreiben.
Die Schule war seit 1947 vom Schweizerischen Roten Kreuz anerkannt und seit 2003 eine Höhere Fachschule. Seit 1994 stand die Fachschule unter weltlicher Leitung, wurde jedoch weiterhin vom Dominikanerinnen-Kloster getragen. Neben Fachschule für Pflege betrieben diese auch mit der 1931 gegründeten Bäuerinnenschule eine zweite wichtige Berufsschule im abgeschiedenen Bündner Oberland. 2005 war die Schule Gründungsmitglied der Bildungsregion Surselva, einer Vereinigung mit dem Ziel, qualitativ hochwertige Ausbildung in der Region zu erhalten und zu fördern.